# Aurora Space Station
Aurora Space Station es un proyecto comercial de estación espacial privada en la órbita baja terrestre, anunciada el 5 de marzo de 2018 por Orion Span, una compañía aeroespacial en California, Estados Unidos. El proyecto prevé que tenga capacidad de ocupación para seis personas: dos tripulantes y cuatro turistas.
Aún no se ha firmado un contrato de lanzamiento para el despliegue de los módulos y los vehículos tripulados, pero sus representantes tienen previsto que fue lanzado en 2021.

## Visión general
Frank Bunger, fundador y CEO de Orion Span, afirmó que Aurora Space Station ofrecería a los turistas espaciales una estancia de 12 días por 9.5 millones de dólares. Dijo que el diseño está realizado de manera que la estación no requeriría actividades extravehiculares (caminatas espaciales) para el montaje. Orion Span planea diseñar, probar y construir la estación en Houston, Texas. La compañía aún no ha firmado un contrato de lanzamiento, pero declaró que la estación comercial se desplegaría en órbita terrestre baja en 2021, para comenzar a recibir pasajeros en 2022. Bunger dijo que los viajeros deberán completar un programa de entrenamiento de tres meses antes del lanzamiento. Los huéspedes podrán flotar libremente, mirar por las ventanas, practicar hidroponía y jugar en una holocubierta.